# 格拉汉姆·多兰斯
格拉咸·杜蘭斯（英語：Graham Dorrans，1987年5月5日—）出生於格拉斯哥，是一名蘇格蘭足球運動員，司職中場，現時效力蘇超球會登地，亦是前蘇格蘭國腳。

## 生平

### 球會
早年
杜蘭斯在格拉斯哥出生及長大，曾參加兒時擁護的格拉斯哥流浪的足球青訓。他在13歲加盟利雲斯頓並在此開展足球事業，2005年5月14日首次為一隊在蘇超上陣，於作客0-2負於基爾馬諾克的賽事末段後補登場。2005/06年球季上半季被外借到巴特里，並為這支格拉斯哥球隊上陣15場聯賽及射入5球。下半季返回利雲斯頓後開始奠定一隊正選席位，但球隊於球季結束後降班蘇甲。杜蘭斯成為降班後的利雲斯頓主力成員，於2007/08年球季為球隊在各項賽事合共上陣41場，全部正選登場，射入12球，為他贏得「蘇格蘭PFA蘇甲年度最佳球員」。
西布朗
2007/08年球季杜蘭斯表現出色，於2008年1月末已射入10球，包括格拉斯哥流浪、赫斯及米杜士堡等多支頂級球隊對他虎視眈眈，英冠球會西布朗邀請他參加試訓，其表現使到時任領隊托尼·莫布雷（Tony Mowbray）同意付出超過20萬英鎊提早鎖定他於季後加盟。2008年7月杜蘭斯正式加盟西布朗，而當時球隊剛奪得英冠冠軍取得升班英超資格，轉會費初步為10萬英鎊，按出場次數可以再增加15萬英鎊。
2008年12月21日杜蘭斯首次在英超上陣，於主場2-1擊敗曼城下半場後補入替金斗炫，賽後獲得莫布雷點名稱讚。雖然上陣不多，杜蘭斯在2008/09年球季末獲西布朗提供三年新約加一年優先續約權。他於2009年4月25日對新特蘭時受傷，因而缺席對熱刺，但首次X射线報告沒有發現骨折，他在5月9日對韋根復出，僅踢了55分鐘便被換離場，5月15日西布朗證實杜蘭斯蹠骨骨折，被迫在球季餘下兩場賽事缺陣。而西布朗亦因實力不足，於季後降班返回英冠。
2009/10年球季杜蘭斯表現發光發熱，於2009年8月11日在英格蘭聯賽盃第一圈2-0淘汰貝利為球隊先拔頭籌兼取得加盟後首球；但他卻在一星期後作客對彼德堡被球證兩黃一紅驅逐離場。他於上半季以一名中場球員身份射入8球成為球隊的併列首席射手，2010年1月4日與西布朗簽署三年半新約。同年2月11日有傳英超豪門曼城有意出價600萬英鎊收購杜蘭斯。但他沒有受到轉會傳聞困擾，繼續表現出色為球隊爭取升班而努力，於3月20日主場3-2擊敗普雷斯頓於30碼的自由球直射破網，追近領頭羊紐卡素至相差僅1分。最終西布朗取得聯賽亞軍及直接升班英超資格，杜蘭斯整季為球隊在各項賽事上陣52場冠絕全隊，並以17個總入球成為球隊首席射手。
2010年4月西布朗拒絕韋斯咸出價400萬英鎊收購杜蘭斯，韋斯咸於7月8日「加碼」至500萬英鎊同樣被拒，7月19日杜蘭斯再與西布朗簽訂一張四年新約，結束沒完沒了的轉會傳聞。

### 國家隊
杜蘭斯曾代表蘇格蘭U20上陣5次，獲派參加在加拿大舉行的2007年世界青年足球錦標賽，但三戰皆北以墊底成績於分組賽出局，杜蘭斯在全部3場賽事均有上陣。他亦曾代表蘇格蘭U21上陣5次，包括3場2009年U21歐洲國家盃外圍賽。杜蘭斯於2009年獲召加入蘇格蘭B隊，但因傷退隊。
2009年9月7日杜蘭斯首次獲蘇格蘭成年隊徵召備戰對荷蘭的重要世界盃外圍賽，但沒有上陣機會。直到10月10日才首嘗大國腳滋味，於作客友賽0-2負卡日本正選上陣踢足全場。直到2010年3月3日他才首次在主場咸普頓公園球場為蘇格蘭披甲上陣，1-0小勝捷克為領隊（Craig Levein）帶來上任後首場勝仗。

## 外部連結
- 西布朗官網簡歷
- 足球数据库：格拉咸·杜蘭斯的球员统计数据
- 蘇格蘭足總統計數字